# Fransures
Fransures est une commune française située dans le département de la Somme, en région Hauts-de-France.

## Géographie

### Localisation
Fransures est un village picard de l'Amiénois, limitrophe de l'Oise.
À vol d'oiseau, la localité est située à 7 km au sud-est de Conty, 10 km au nord-ouest de Breteuil, 21 km au sud d'Amiens et à 32 km au nord-est de Beauvais.
Le territoire de la commune est limitrophe de ceux de six communes.
Les communes limitrophes sont  Bonneuil-les-Eaux, Bosquel, Flers-sur-Noye, Gouy-les-Groseillers, Lawarde-Mauger-l'Hortoy et Rogy.
9 avril 2025

### Sol, sous-sol, relief, hydrographie
Le territoire est composé d'une terre franche, présentant des couches argileuses de limon des plateaux datant de la période Éocène.
Dans les vallées, entre Fransures et Flers, affleure une couche de craie généralement marneuse, alors qu'ailleurs elle apparaît plutôt sous l'argile.
Le village est situé sur un plateau à peine coupé de petites vallées, à l'ouest vers Rogy et au nord, près du moulin.
En 1899, deux puits communaux sont alimentés par la nappe phréatique située à plus de 70 mètres de profondeur. Les prises d'eau sont alors souvent rationnées en été car les mares s'assèchent et les puits doivent alors être préservés pour l'approvisionnement des habitants.

### Hydrographie
La commune est située dans le bassin Artois-Picardie. Elle n'est drainée par aucun cours d'eau.

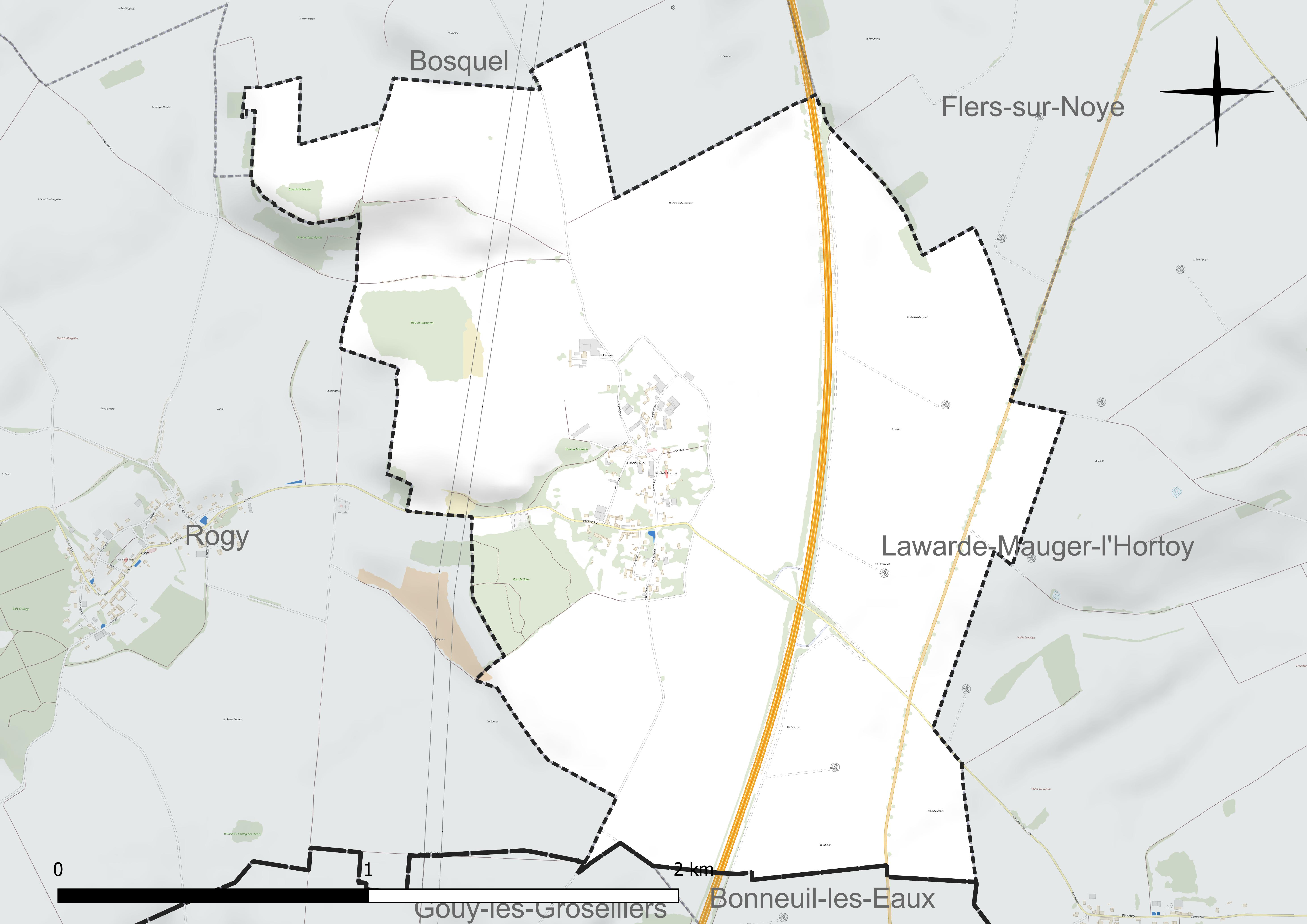
Réseau hydrographique de Fransures.

### Climat
Pour des articles plus généraux, voir Climat des Hauts-de-France et Climat de la Somme.
En 2010, le climat de la commune est de type climat océanique dégradé des plaines du Centre et du Nord, selon une étude du CNRS s'appuyant sur une série de données couvrant la période 1971-2000. En 2020, Météo-France publie une typologie des climats de la France métropolitaine dans laquelle la commune est exposée à un climat océanique et est dans la région climatique Nord-est du bassin Parisien, caractérisée par un ensoleillement médiocre, une pluviométrie moyenne régulièrement répartie au cours de l'année et un hiver froid (3 °C).
Pour la période 1971-2000, la température annuelle moyenne est de 10 °C, avec une amplitude thermique annuelle de 14,4 °C. Le cumul annuel moyen de précipitations est de 735 mm, avec 11,9 jours de précipitations en janvier et 8,5 jours en juillet. Pour la période 1991-2020, la température moyenne annuelle observée sur la station météorologique la plus proche, située sur la commune de Rouvroy-les-Merles à 12 km à vol d'oiseau, est de 10,7 °C et le cumul annuel moyen de précipitations est de 647,9 mm,. Pour l'avenir, les paramètres climatiques de la commune estimés pour 2050 selon différents scénarios d'émission de gaz à effet de serre sont consultables sur un site dédié publié par Météo-France en novembre 2022.

## Urbanisme

### Typologie
Au 1er janvier 2024, Fransures est catégorisée commune rurale à habitat dispersé, selon la nouvelle grille communale de densité à sept niveaux définie par l'Insee en 2022.
Elle est située hors unité urbaine. Par ailleurs la commune fait partie de l'aire d'attraction d'Amiens, dont elle est une commune de la couronne,. Cette aire, qui regroupe 369 communes, est catégorisée dans les aires de 200 000 à moins de 700 000 habitants,.

### Occupation des sols
L'occupation des sols de la commune, telle qu'elle ressort de la base de données européenne d'occupation biophysique des sols Corine Land Cover (CLC), est marquée par l'importance des territoires agricoles (100 % en 2018), une proportion identique à celle de 1990 (100 %). La répartition détaillée en 2018 est la suivante : 
terres arables (82,4 %), zones agricoles hétérogènes (17,6 %). L'évolution de l'occupation des sols de la commune et de ses infrastructures peut être observée sur les différentes représentations cartographiques du territoire : la carte de Cassini (XVIIIe siècle), la carte d'état-major (1820-1866) et les cartes ou photos aériennes de l'IGN pour la période actuelle (1950 à aujourd'hui).

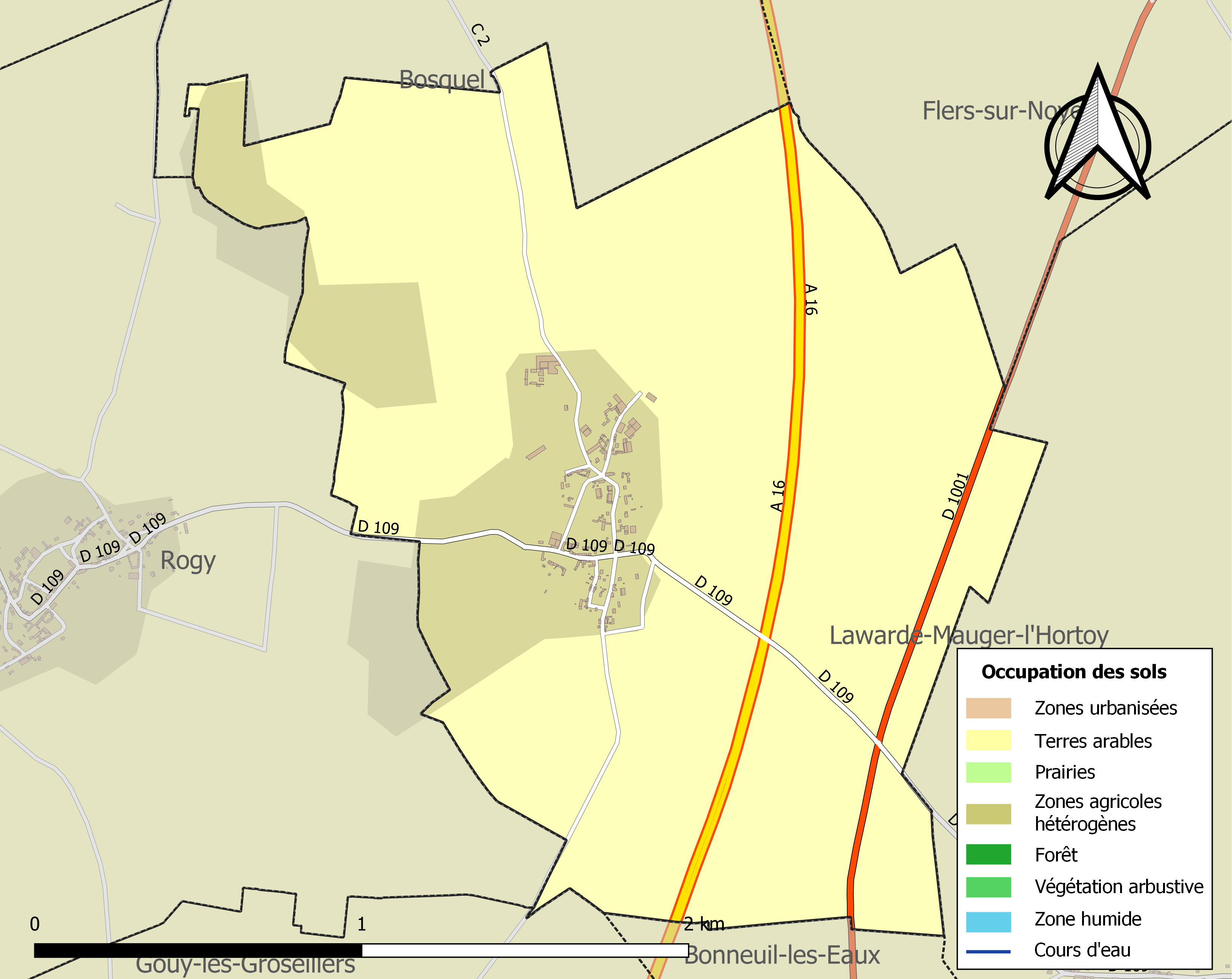
Carte des infrastructures et de l'occupation des sols de la commune en 2018 (CLC).

### Voies de communication et transports
Le village est desservi par la route départementale 109 (RD 109).
L'autoroute A16 traverse le territoire communal selon un axe sud - nord.
En 2019, la localité est desservie par la ligne d'autocars no 29 (Crévecœur-le-Grand - Conty - Amiens)  du réseau interurbain Trans'80 Hauts-de-France.

## Toponymie
Fransut en 1238, Fransures en 1278 et Franssures en 1301 sont relevés dans les documents anciens.
Issu du verbe franchier, « terre libre de toute redevance », Les habitants ayant reçu une charte de franchises les délivrant des liens féodaux, le village en aurait tiré son nom.

## Histoire
Des silex travaillés et des monnaies anciennes trouvés sur le territoire attestent d'une présence humaine particulièrement de longue date.
Les vestiges d'une voie romaine existait encore en 1899 entre Fransures et Rogy, au nord-ouest de la commune.
Le château seigneurial a été détruit lors de troubles liés à la Jacquerie en 1538.
Le lieu-dit le Poteau évoque l'époque féodale, le servage et les dures conditions qui régnaient alors.
La première école communale a été créée en 1780.
Deux cloches de l'église ont été fondues à la Révolution française pour fabriquer des canons.
Les biens de l'église, dont une partie appartenait à l'abbaye Notre-Dame d'Ourscamp, ont été vendus comme biens nationaux pendant la période de la Convention nationale.
À la fin de l'épopée napoléonienne, de 1814 à 1815, des Autrichiens et des Anglais ont dévasté le pays.
De 1830 à 1860, le tissage manuel, devenu florissant, employait 150 ouvriers gagnant relativement bien leur vie.
Lots de la guerre franco-allemande de 1870, sur huit jeunes qui combattent, un est tué à Paris, deux autres sont prisonniers en Allemagne.
En 1899, l'industrie locale se composait d'un moulin à vent, d'une briqueterie occupant cinq à six personnes et sept ou huit métiers à tisser manuels qui résistaient encore à la concurrence des métiers modernes.
Seconde Guerre mondiale
La commune a été décorée de la Croix de guerre 1939-1945 avec étoile de bronze par décret du 11 novembre 1948.

## Politique et administration

### Rattachements administratifs et électoraux
La commune se trouve dans l'arrondissement de Montdidier du département de la Somme. Pour l'élection des députés, elle fait partie depuis 2012 de la quatrième circonscription de la Somme.
Elle fait partie depuis 1801 du canton d'Ailly-sur-Noye, qui a été modifié et agrandi dans le cadre du redécoupage cantonal de 2014 en France.

### Intercommunalité
La commune était membre de la communauté de communes du Val de Noye, créée par un arrêté préfectoral du 11 mai 2001, et qui succédait, conformément aux dispositions de la Loi Chevènement, au District du Val de Noye, créé en 1994.
Dans le cadre des dispositions de la loi portant nouvelle organisation territoriale de la République du 7 août 2015, qui prévoit que les établissements publics de coopération intercommunale (EPCI) à fiscalité propre doivent avoir un minimum de 15 000 habitants, la préfète de la Somme propose en octobre 2015 un projet de nouveau schéma départemental de coopération intercommunale (SDCI) prévoyant la réduction de 28 à 16 du nombre des intercommunalités à fiscalité propre du département.
Après des hypothèses de regroupement des communautés de communes du Grand Roye (CCGR), du canton de Montdidier (CCCM), du Santerre et d'Avre, Luce et Moreuil, la préfète dévoile en octobre 2015 son projet qui prévoit la « des communautés de communes d'Avre Luce Moreuil et du Val de Noye », le nouvel ensemble de 22 440 habitants regroupant 49 communes,. À la suite de l'avis favorable des intercommunalités et de la commission départementale de coopération intercommunale en janvier 2016 puis des conseils municipaux et communautaires concernés, la fusion est établie par un arrêté préfectoral du 22 décembre 2016, qui prend effet le 1er janvier 2017.
La commune est donc désormais membre de la communauté de communes Avre Luce Noye (CCALN).

### Liste des maires
| Période                                  | Période                      | Identité     | Étiquette | Qualité                                     |
| ---------------------------------------- | ---------------------------- | ------------ | --------- | ------------------------------------------- |
| Les données manquantes sont à compléter. |                              |              |           |                                             |
| mars 2001                                | 2008                         | Bernard Lamy |           |                                             |
| mars 2008                                | En cours (au 8 octobre 2020) | Hubert Caron |           | Agriculteur Réélu pour le mandat 2020-2026, |

### Politique de développement durable
Un parc de trois éoliennes de 150 m de hauteur et 2 mégawatts dépendant du parc du Quint est mis en service en 2017 sur le territoire communal. Il contribue à financer les installations d'économies d'énergie de la salle polyvalente.

## Population et société

### Démographie
L'évolution du nombre d'habitants est connue à travers les recensements de la population effectués dans la commune depuis 1793. Pour les communes de moins de 10 000 habitants, une enquête de recensement portant sur toute la population est réalisée tous les cinq ans, les populations de référence des années intermédiaires étant quant à elles estimées par interpolation ou extrapolation. Pour la commune, le premier recensement exhaustif entrant dans le cadre du nouveau dispositif a été réalisé en 2006.

En 2022, la commune comptait 127 habitants, en évolution de −5,22 % par rapport à 2016 (Somme : −1,26 %, France hors Mayotte : +2,11 %).
| 1793 | 1800 | 1806 | 1821 | 1831 | 1836 | 1841 | 1846 | 1851 |
| ---- | ---- | ---- | ---- | ---- | ---- | ---- | ---- | ---- |
| 312  | 310  | 316  | 366  | 369  | 375  | 370  | 376  | 367  |

| 1856 | 1861 | 1866 | 1872 | 1876 | 1881 | 1886 | 1891 | 1896 |
| ---- | ---- | ---- | ---- | ---- | ---- | ---- | ---- | ---- |
| 380  | 356  | 382  | 331  | 340  | 296  | 256  | 248  | 248  |

| 1901 | 1906 | 1911 | 1921 | 1926 | 1931 | 1936 | 1946 | 1954 |
| ---- | ---- | ---- | ---- | ---- | ---- | ---- | ---- | ---- |
| 227  | 191  | 169  | 156  | 141  | 135  | 113  | 102  | 113  |

| 1962 | 1968 | 1975 | 1982 | 1990 | 1999 | 2006 | 2011 | 2016 |
| ---- | ---- | ---- | ---- | ---- | ---- | ---- | ---- | ---- |
| 89   | 81   | 72   | 56   | 84   | 107  | 129  | 144  | 134  |

| 2021 | 2022 | - | - | - | - | - | - | - |
| ---- | ---- | - | - | - | - | - | - | - |
| 129  | 127  | - | - | - | - | - | - | - |

### Autres équipements
Les retombées économique des éoliennes — qui rapportent 15 000 euros de recette à la commune en 2019  — ont permis à Fransures de se doter d'une solle des fêtes dénommée EOL, inaugurée début 2020.

## Culture locale et patrimoine

### Lieux et monuments
- L'église Saint-Gilles[37].
- Calvaire ancien en pierre, dans le cimetière[38].

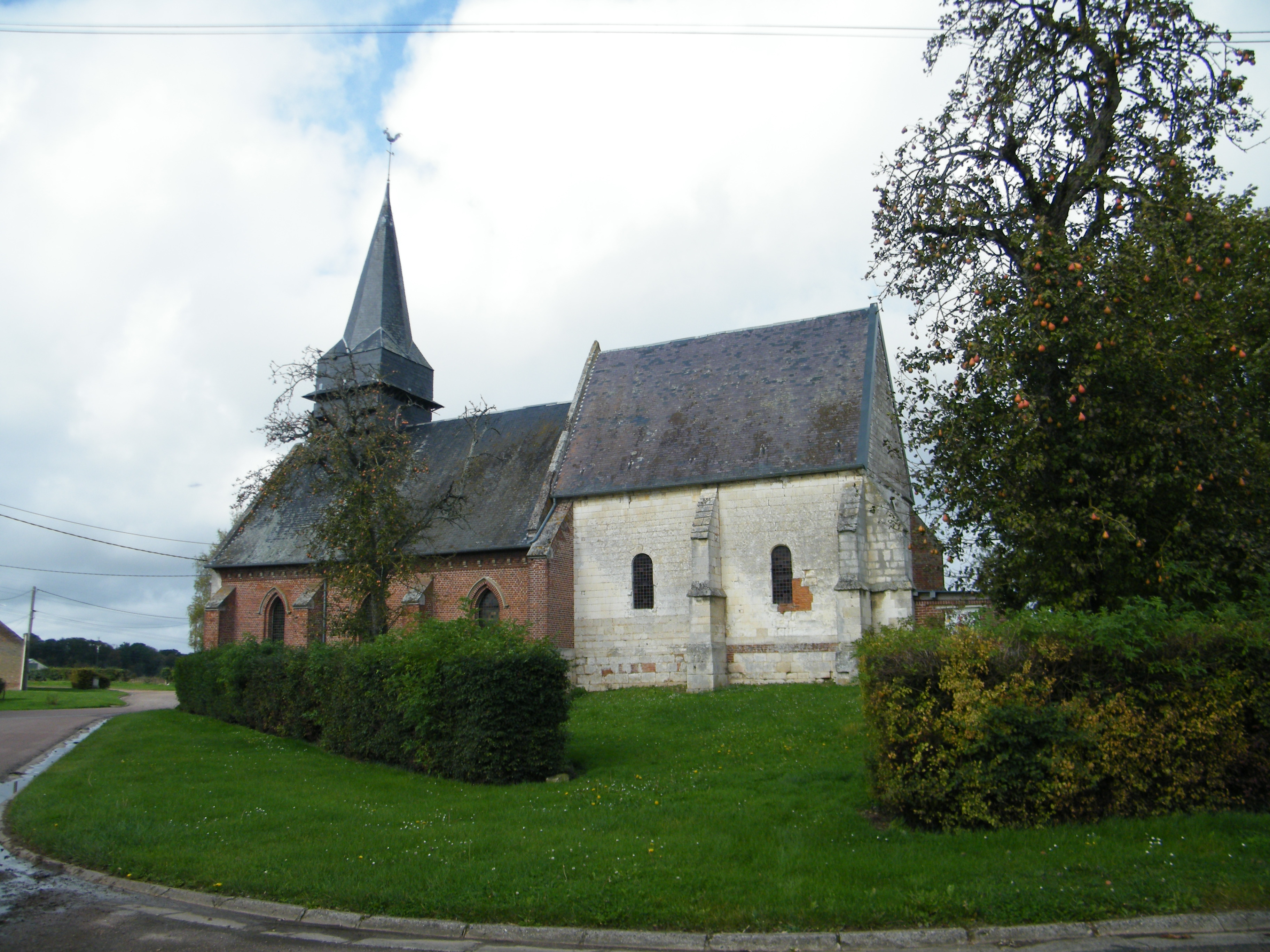
L'église Saint-Gilles.
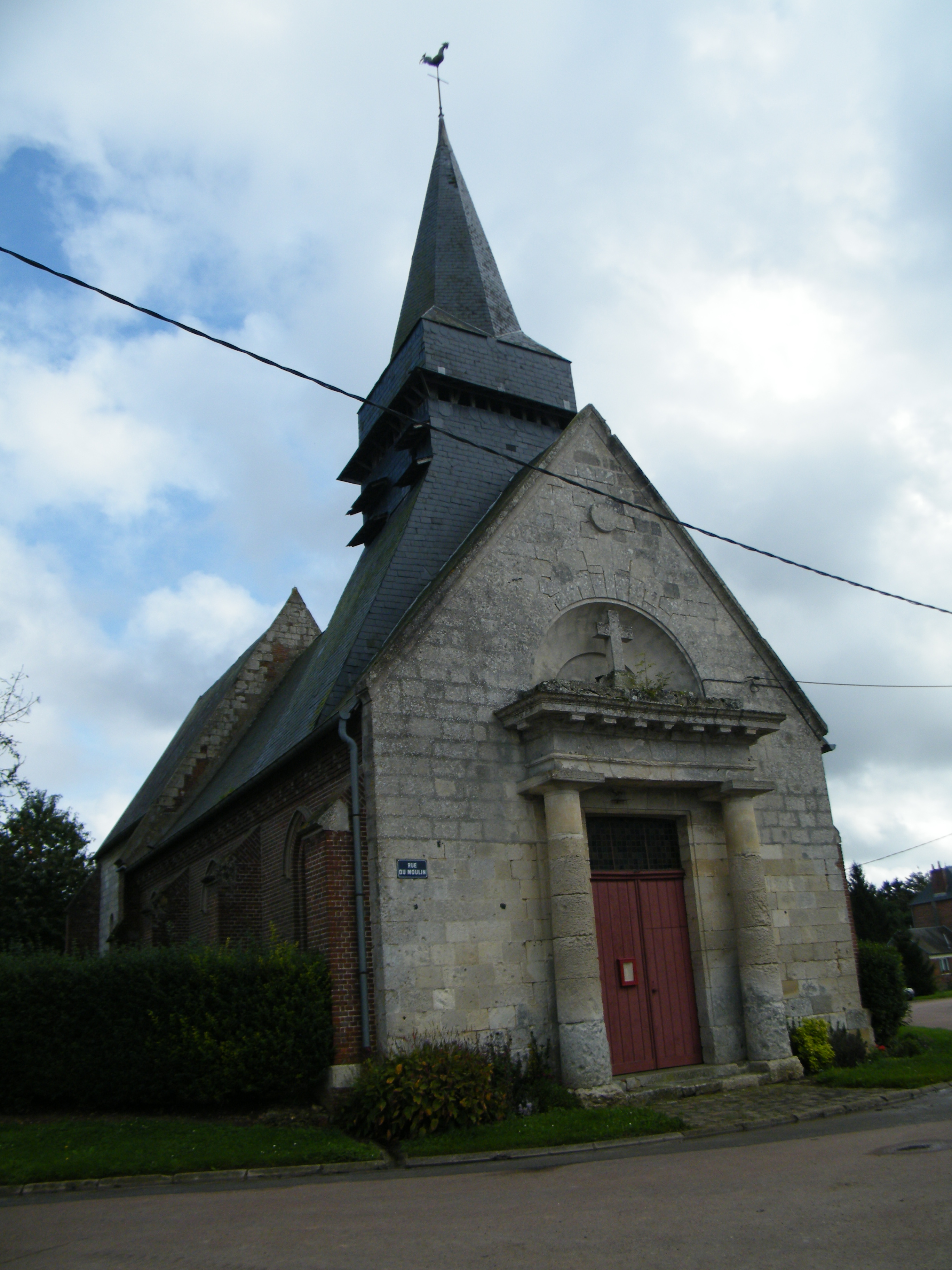
Clocher et portail de l'église.
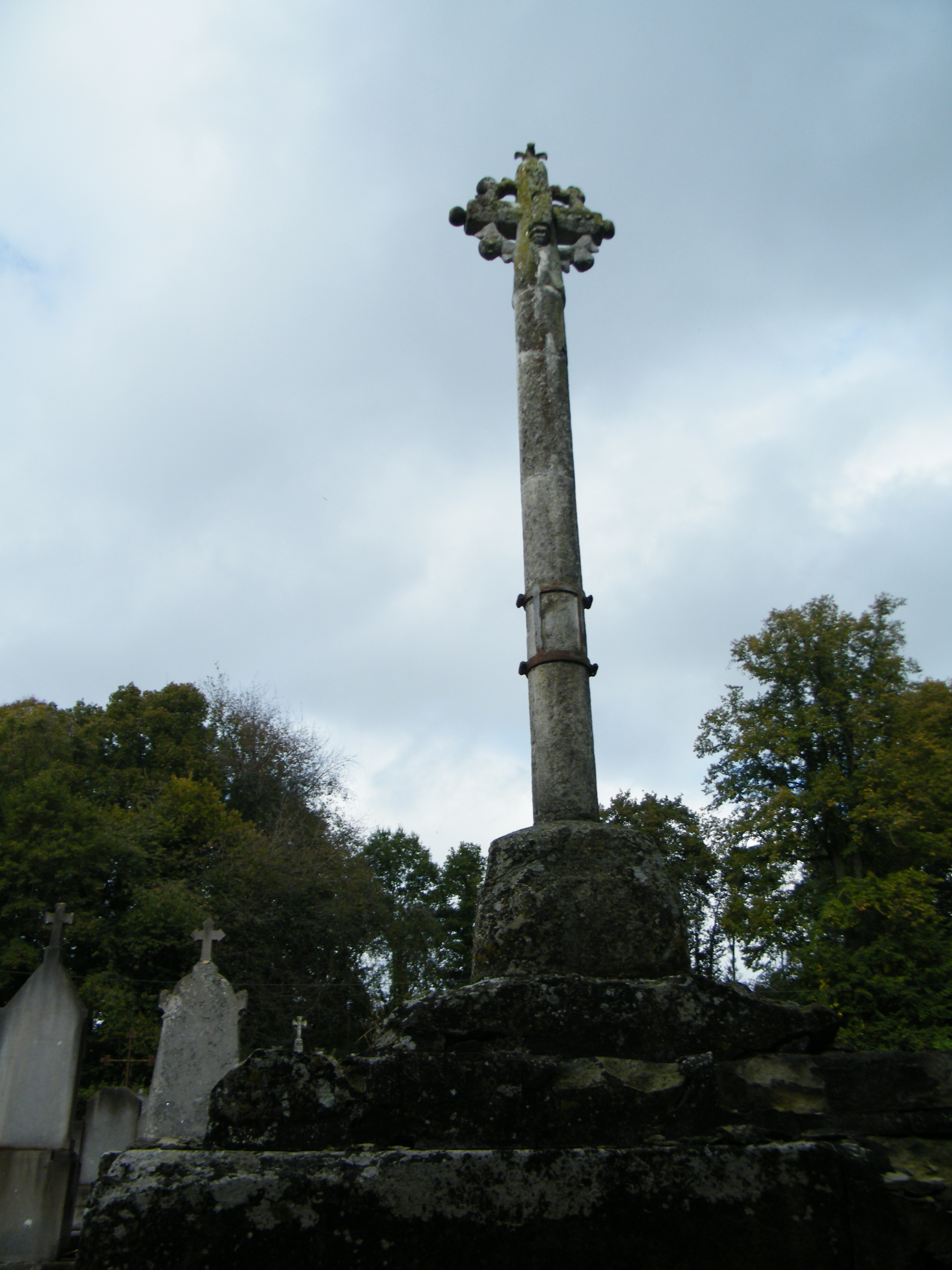
Calvaire en pierre dans le cimetière.

### Personnalités liées à la commune
- En 1557, Louis de Créquy, seigneur de Rogy, était également seigneur de Fransures[5].
- L'un des derniers seigneurs du lieu, Charles, François de Fransures, fut reçu chevalier de l'ordre de Saint-Jean de Jérusalem le 9 avril 1598, à l'âge de 18 ans. Il perdit la vie en combattant les protestants à Ostende en 1602[5].

### Héraldique
|  | Les armes de la commune se blasonnent ainsi : d'argent à la fasce de gueules chargée de trois besants d'or. |

.